# Barriera Principe Umberto
Barriera Principe Umberto è stata una delle cinque porte più recenti di Milano, ricavata lungo i bastioni spagnoli, oggi demoliti, per consentire un'agevole comunicazione diretta fra la città e la nuova Stazione Centrale, inaugurata nel 1864. Posta a nord-est della città, sorgeva al centro dell'attuale piazza della Repubblica, allo sbocco dell'attuale via Turati.

## Caratteristiche
Caso unico fra le porte di Milano, la barriera Principe Umberto consisteva in un sottovia scavato sotto il bastione che creava un incrocio a livelli sfalsati. La proposta di attraversamento dei bastioni a livelli sfalsati era già stata avanzata dall'ingegner Miani un paio di anni prima, per dare analogo collegamento alla Stazione Ferdinandea, fuori Porta Tosa.
Collocatasi la Stazione Centrale lontano da qualunque asse radiale in uscita dalla città, fu necessario tracciarne appositamente uno che fosse in grado di servirla. Venne così a crearsi la via Principe Umberto, tracciata su due terreni rispettivamente acquistati dalla proprietà Kramer e ceduti gratuitamente dal Duca Melzi d'Eril; la nuova via, divisa in due tronchi, si congiungeva alla città presso la Porta Nuova medievale, si dirigeva verso nord, per poi piegare bruscamente verso nord-est, intercettando perpendicolarmente il bastione, ma non la stazione che risultava in posizione leggermente obliqua, in quanto non allineata con questo. Secondo alcune fonti, tale tracciato sghembo era dovuto a difficoltà di esproprio da parte dell'amministrazione comunale, che preferì così dare soluzione al problema, rinunciando a condurre più internamente alla città la nuova arteria. Il traforo nei bastioni fu opera del Balzaretto, già impegnato nella sistemazione dei vicini Giardini Pubblici. Per la sua costruzione vennero fatte arrivare da Bruxelles le colonne in ghisa – realizzate in stile Secondo Impero – a sostegno del sovrastante cavalcavia.
La barriera venne abbattuta insieme a tutto il bastione in direzione di Porta Nuova negli anni trenta del Novecento, quando l'apertura della nuova stazione centrale nel 1931 rese possibile il ridisegno della piazza della vecchia stazione, fortemente ampliata e trasformato in un importante snodo per il traffico automobilistico e tranviario, perdendo tuttavia il pregio dell'attraversamento su piani sfalsati del versante meridionale del piazzale.